# Zgromadzenie Państwowe
Zgromadzenie Państwowe (est. Riigikogu) – jednoizbowy parlament Estonii, główny organ władzy ustawodawczej w tym kraju. Oprócz stanowienia prawa, Zgromadzenie wybiera wielu najwyższych dostojników państwowych, w tym premiera, przewodniczącego Sądu Najwyższego oraz prezydenta. Ratyfikuje także umowy międzynarodowe oraz wypełnia funkcję kontrolną wobec władzy wykonawczej.
Zgromadzenie liczy 101 członków wybieranych na czteroletnią kadencję. Stosuje się wielomandatowe okręgi wyborcze i ordynację proporcjonalną. Głosy przeliczane są na mandaty przy pomocy zmodyfikowanej metody D’Hondta (modyfikacja polega na tym, że liczba uzyskanych przez poszczególne komitety głosów jest dzielona nie przez kolejne liczby naturalne – jak w klasycznej metodzie – lecz przez te właśnie liczby podniesione do potęgi 0,9). Obowiązuje pięcioprocentowy próg wyborczy. Począwszy od wyborów z marca 2007 Zgromadzenie Państwowe Estonii jest pierwszym na świecie parlamentem wyłanianym w wyborach, w których wyborcy ze wszystkich części kraju mogą oddawać głosy przez Internet.